# MV 아구스타 브루탈레
MV 아구스타 브루탈레(이탈리아어: MV Agusta Brutale)는 MV 아구스타에서 2001년부터 생산 중인 네이키드 바이크이다.